# Sylvia mystacea
La curruca de Menetries (Sylvia mystacea) es una especie de ave paseriforme de la familia Sylviidae que vive en el suroeste de Asia y el extremo nororiental de África. Su nombre conmemora al zoólogo francés Édouard Ménétries que describió la especie en 1832. Está emparentada cercanamente con la curruca sarda (Sylvia melanocephala) del Mediterráneo y que tiene un aspecto similar.

## Descripción
La curruca de Menetries mide entre 12 y 14 cm de largo y tiene una envergadura alar de entre 15 y 19 cm, y pesa alrededor de 9-11 gramos. Su cola es relativamente larga y negruzca con las plumas exteriores blancas. Suele mantenerla erguida o moviéndola de arriba abajo o de lado a lado. Su pico es bastante robusto y oscuro con la base rosada. Tiene un anillo periocular claro. 
El macho de la subespecie nominal, S. m. mystacea, tiene las partes superiores de color grisáceo oscuro y las inferiores blanquecinas con una infrabigotera blanca y el pecho y la garganta rosadas. Tiene la mitad superior de la cabeza negruzca que se aclara hacia atrás hasta su nuca gris, a diferencia de la curruca sarda que la tiene totalmente negra. La curruca de Menetries tiene las plumas terciarias de color uniforme a diferencia de la curruca sarda que las tiene oscuras en el centro y con los bordes claros. La subespecie occidental, S. m. rubescens, tiene las partes superiores de un gris más claro que la subespecie nominal y el rosado de las partes inferiores también es más claro o carece de él. La subespecie oriental, S. m. turcmenica, también tiene las partes superiores grises y las inferiores rosadas más claras que la nominal y tiene las alas más largas que las otras dos subespecies. Los machos de la curruca de Menetries se vuelven más parduzcos fuera de la estación de cría y su cabeza se hace menos oscura.
La hembra tiene las partes superiores de tonos pardo grisáceas claros y las inferiores blanquecinas. Se parece a las hembras de la curruca sarda y la curruca carrasqueña, aunque tiene las plumas primarias más uniformes y más contraste entre la espalda clara y la cola oscura. Los machos inmaduros de primer año son similares a las hembras aunque tienen algo de rosa en la garganta y el pecho.

## Distribución y hábitat
Es un ave migratoria que cría en el suroeste de Asia y pasa el invierno en Arabia, el sur de Irán y las regiones costeras de África que circundan el mar Negro. La subespecie S. m. mystacea cría desde la región rusa del mar Caspio, Georgia, Armenia y Azerbaiyán hasta el este de Turquía y el norte de Irán. S. m. rubescens cría en el sureste de Turquía, Siria, Irak, el oeste de Irán y posiblemente en el Líbano. S. m. turcmenica se encuentra desde el noreste de Irán hasta el valle de Syr Darya en Asia Central y la región de Baluchistán en Pakistán. En Europa y el resto de África es un divagante raro.
Se encuentra en zonas de matorral, bosques abiertos y tierras cultivados de clima continental seco. Generalmente ocupa regiones de estepa, las laderas de las montañas y junto a los ríos, a menudo asociados a los tarays. Se alimenta entre sus hojas y ramas de insectos y otros invertebrados, empezando por la parte superior y bajando por el arbusto. También se alimenta de frutos y semillas.

## Reproducción
Construye nidos en forma de cuenco entre la vegetación baja, hasta los 90 cm del suelo. Para su fabricación usa ramitas y hierbas y lo forra con plumas y pelo. Suelen poner cuatro o cinco huevos y los incuban de 11 a 13 días. Los huevos son blancos y brillantes con motas marrones. Los polluelos dejan el nido a los 10 u 11 días. Ambos miembros de la pareja se encargan de incubar los huevos y de cuidar de los polluelos. Normalmente crían dos nidadas por cada época de cría.